# Kammerchor Nürnberg
Der Kammerchor Nürnberg wurde 1968 als „Kammerchor St. Lorenz“ gegründet und besteht aus rund fünfunddreißig aktiven Sängern und Sängerinnen.

## Repertoire
Der Chor hat sich die Pflege geistlicher Chormusik des 16. und 17. Jahrhunderts sowie zeitgenössischer Komponisten zur Aufgabe gemacht. Ein Schwerpunkt liegt dabei auf Interpretationen der Werke Nürnberger Künstler (Hugo Distler, Hans Leo Hassler), sowie auf der Darbietung „ungewöhnlicher und selten aufgeführter Werke“.

## Musikalische Leitung
Der Chor steht seit Januar 2020 unter der musikalischen Leitung von Óscar Payá Prats.

## Diskografie
- 1979: Choralpassion[2]
- 1990: Die Weihnachtsgeschichte des Lukas[3]
- 1996: Klingende Schätze der Nürnberger Kirchenmusik[4]